# House of No Limits
House of No Limits is een Nederlandse komische Halloweenfilm uit 2019, met een cast bestaande uit bekende influencers en YouTubers. Het is de eerste Nederlandse komische slasher-film. De film werd op 31 oktober 2019 als gratis film uitgebracht op het YouTube-kanaal van House of No Limits. 
De film werd geproduceerd door EndemolShine Nederland en NL Film, in opdracht van Samsung en T-Mobile Nederland, en werd geheel opgenomen met een Samsung Galaxy S10.

## Rolverdeling
De meeste acteurs spelen een overdreven versie van zichzelf.
| Acteur               | Rol               |
| -------------------- | ----------------- |
| Marije Zuurveld      | Marije            |
| Quinty Misiedjan     | Quinty            |
| Thomas van der Vlugt | Thomas            |
| Fred van Leer        | Fred              |
| Bokoesam             | Bokoesam          |
| Buddy Vedder         | Buddy             |
| Donny Roelvink       | Donny             |
| Lize Korpershoek     | Lize              |
| Gaby Blaaser         | Gaby              |
| Vonneke Bonneke      | Vonneke           |
| Fred Teeven          | buschauffeur Fred |
| Nick Golterman       | Timo Bijl         |

## Prijzen
De film wist tijdens de Hashtag Awards in december 2019 twee prijzen te winnen in de categorieën Beste Online Video en Beste Branded Video.